# The Frog
The Frog (koreanischer Originaltitel: 아무도 없는 숲속에서) ist eine südkoreanische Miniserie, die von den Produktionsfirmen Studio LuluLala und Studio Flow umgesetzt wurde. Die Miniserie wurde am 23. August 2024 weltweit auf Netflix veröffentlicht.

## Handlung
In einem ruhigen Sommer checkt eine rätselhafte Frau namens Yoo Seong-a in einem abgelegenen Motel ein und setzt Ereignisse in Gang, die das Leben des Besitzers Jeon Yeong-ha und der Menschen in seinem Umfeld auf den Kopf stellen.

## Besetzung und Synchronisation
Die deutschsprachige Synchronisation entstand nach den Dialogbüchern von Matthias Lange und Vasanthi Kuppuswamy sowie unter der Dialogregie von Matthias Lange durch die Synchronfirma FFS Film- & Fernseh-Synchron in München.
| Rolle              | Schauspieler  | Synchronsprecher   |
| ------------------ | ------------- | ------------------ |
| Jeon Yeong-ha      | Kim Yoon-seok | Achim Buch         |
| Koo Sang-jun       | Yoon Kye-sang | Jochen Paletschek  |
| Yoo Seong-a        | Go Min-si     | Marcia von Rebay   |
| Park Yong-chae     | Lee Nam-hee   | Matthias Kupfer    |
| Yoon Bo-min        | Lee Jung-eun  | Carin C. Tietze    |
| Yoon Bo-min (jung) | Ha Yoon-kyung | Gioia Osthoff      |
| Koo Gi-ho          | Chanyeol      | Max Felder         |
| Koo Gi-ho (jung)   | Choi Jung-hoo | Adrian Arnold      |
| Jeon Ui-seon       | Roh Yoon-seo  | Malika Bayerwaltes |
| Choi Sang-mi       | Jo Ah-ra      | Johanna Neumann    |

## Episodenliste
| Nr.                                                                             | Deutscher Titel                       | Originaltitel                            |
| ------------------------------------------------------------------------------- | ------------------------------------- | ---------------------------------------- |
| 1                                                                               | Wie man Leute wie uns nennt           | 우리 같은 사람들을 뭐라고 하는지 아세요? |
| 2                                                                               | Wer wohl anklopfen wird               | 운명의 문을 두드려올 이는 누굴까         |
| 3                                                                               | Nur an mich gedacht                   | 마치 그동안 계속 나만 생각한 사람처럼    |
| 4                                                                               | Ich glaube, sie hat das Kind ermordet | 그 여자가 애를 죽인 것 같아요            |
| 5                                                                               | Die Jägerin                           | 난 그냥 이 재밌는 놀이의 술랩니다        |
| 6                                                                               | Vater wird es regeln                  | 아빠가 금방 다 해결하고 데리러 갈게      |
| 7                                                                               | Das Ganze durchziehen                 | 난 무조건 아저씨랑 끝까지 갈 거고        |
| 8                                                                               | Viel zu besprechen                    | 우리는 할 얘기가 아주 많겠네             |
| Am 23. August 2024 wurden alle Folgen der Miniserie bei Netflix veröffentlicht. |                                       |                                          |